# Sport i Norge

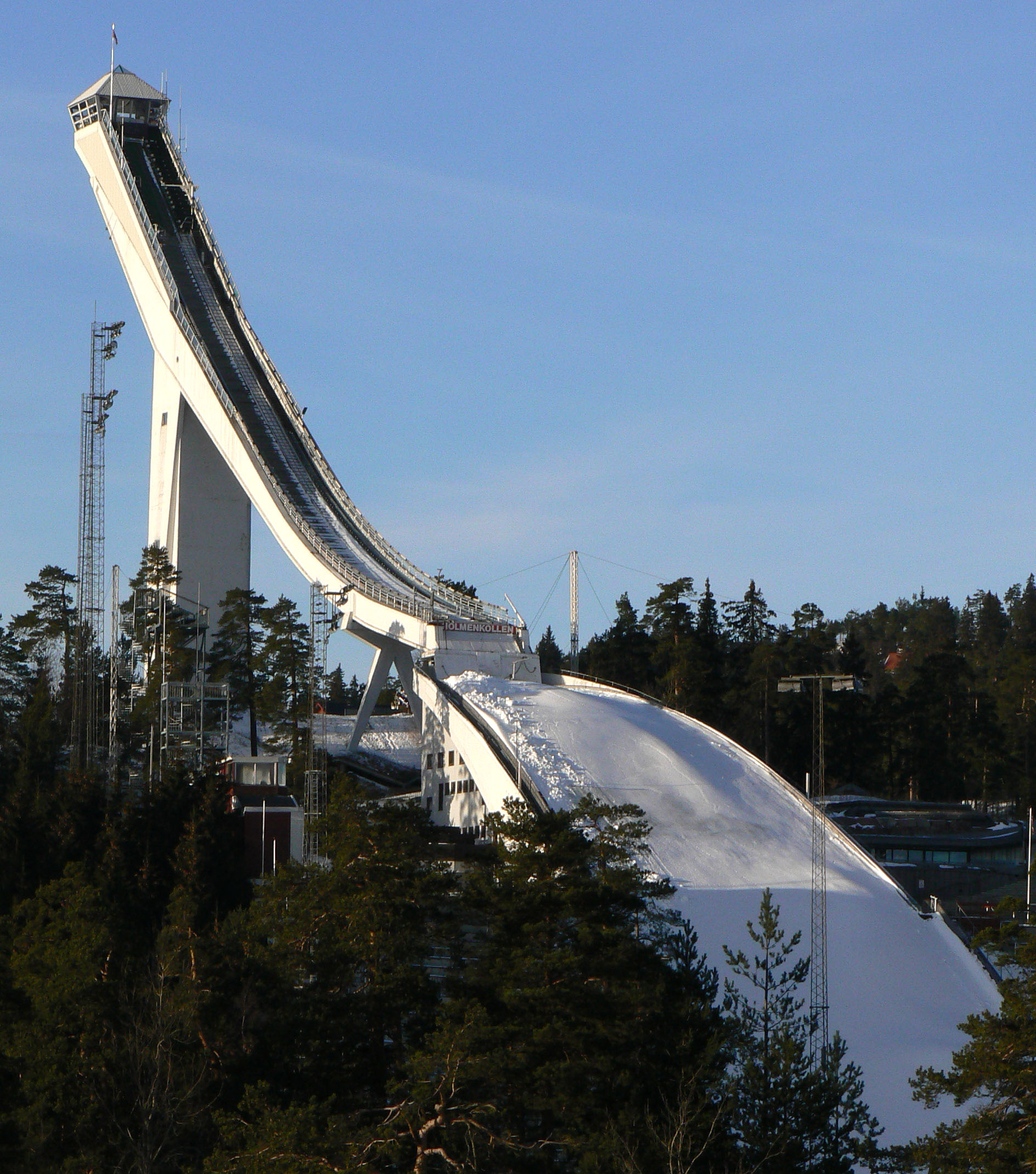
Holmenkollbakken

Sport i Norge är starkt förknippat med vintersport. De flesta norska sportframgångarna har kommit i sporter som i grunden individuella är (även om till exempel längdskidåkningen har stafettlag). Sedan slutet av 1980-talet /början av 1990-talet har Norge dock hävdat sig något bättre även i lagsporter/bollspel, framför allt på damsidan. Sedan sport i organiserad form började utövas i Norge i slutet av 1800-talet har nordisk skidsport och skridskoåkning dominerat, och i dessa sporter har Norge haft störst framgångar. Även alpin skidsport, bandy, fotboll, friidrott har varit populärt, och även där har Norge haft framgångar, även om de inte varit lika stora.

## Boll/lag-sporter

### Bandy
På herrsidan i bandy har Norge som bästa resultat i VM i bandy för herrar tagit VM-silver, vilket skedde 1965 i Sovjetunionen. 1993 vann de norska bandyherrarna VM-brons på hemmaplan.

### Fotboll
Norges herrlandslag nådde framgångar under 1930-talet, och vann OS-brons 1936 i Berlin i Tyskland samt kvalade in till VM 1938 i Frankrike. Under 1990-talet deltog de norska herrarna i VM 1994 i USA, där man åkte ut redan i gruppspelet, VM 1998 i Frankrike där man åkte ut i åttondelsfinalen mot Italien, samt EM år 2000 i Nederländerna och Belgien, där man åkte ut i gruppspelet.
Norges damer hade framgångar från slutet av 1980-talet till början av 2000-talet, med EM-guld 1987 och 1993, VM-guld 1995 i Sverige och OS-guld år 2000 i Sydney i Australien.

### Handboll
I handboll har Norges damlandslag i handboll tillhört världseliten sedan slutet av 1980-talet, med stora framgångar i slutet av 1990-talet och början av 2000-talet. Norges herrlandslag i handboll är sedan slutet av 1990-talet på frammarsch.

### Innebandy
Innebandy har ännu inte blivit lika stort i Norge som i Sverige och Finland, men sporten har börjat bli allt populärare även i Norge.

### Ishockey
Ishockey har spelats i organiserad form i Norge sedan 1930-talet, och Norges Ishockeyforbund bildades 1934. Landet arrangerade VM för herrar 1958 och 1999, samt olympisk ishockey 1952 i Oslo och 1994 i Lillehammer. Herrarna har vunnit två EM-medaljer, brons 1951 och 1962. På den tiden spelades världs- och Europamästerskapet kombinerat. Damerna vann EM-brons 1993.

#### Kälkhockey
I kälkhockey har Norge lyckats bättre än i "vanlig" ishockey, och vann guld vid Paralympiska vinterspelen 1998. Man arrangerade kälkhockey vid paralympiska vinterspelen 1994.

### Fotnoter
1. ↑  ”World Cup finals 1938” (på engelska). RSSSF. 11 mars 1938. http://www.rsssf.com/tables/38full.html. Läst 29 juli 2014.
2. ↑  ”World Cup 1994” (på engelska). RSSSF. 11 mars 1994. http://www.rsssf.com/tables/94full.html. Läst 29 juli 2014.
3. ↑  ”World Cup 1998” (på engelska). RSSSF. 11 mars 1998. http://www.rsssf.com/tables/98full.html. Läst 29 juli 2014.
4. ↑  ”European Championship 2000” (på engelska). RSSSF. 11 mars 2000. http://www.rsssf.com/tables/00e.html. Läst 26 juli 2014.